# Лёгкие крейсера типа «Принсипе Альфонсо»
Лёгкие крейсера типа «Принсипе Альфонсо» — тип лёгких крейсеров испанского флота. Всего построено 3 единицы: «Принсипе Альфонсо» (Principe Alfonso), «Альмиранте Сервера» (Almirante Cervera), «Мигель де Сервантес» (Miguel de Cervantes). Наиболее совершенные лёгкие крейсера Испании, стали развитием британского проекта «E».

## Служба
| Название            | заложен              | спущен              | вошёл в строй        |
| ------------------- | -------------------- | ------------------- | -------------------- |
| Принсипе Альфонсо   | 1 февраля 1917 года  | 27 июля 1922 года   | 30 августа 1925 года |
| Альмиранте Сервера  | 25 ноября 1922 года  | 16 ноября 1925 года | май 1927 года        |
| Мигель де Сервантес | 27 августа 1926 года | 17 мая 1929 года    | 10 февраля 1930 года |